# Кубок Ізраїлю з футболу 2020—2021
Кубок Ізраїлю з футболу 2019–2020 — 82-й розіграш кубкового футбольного турніру в Ізраїлі. Титул здобув Маккабі (Тель-Авів).

## Регламент
Кубкова стадія складається з двох раундів: регіонального та національного, саме в національному раунді з 1/16 фіналу стартують клуби Прем'єр-ліги. Переможець кубку отримує путівку до Другого кваліфікаційного раунду Ліги конференцій УЄФА 2021—22, якщо не потрапить до інших єврокубків через чемпіонат Ізраїлю.

## 1/16 фіналу
| Команда 1                | Рахунок        | Команда 2                    |
| 19 лютого 2021           | 19 лютого 2021 | 19 лютого 2021               |
| ------------------------ | -------------- | ---------------------------- |
| Маккабі (Нетанья)        | 2:0            | Хапоель (Бікат Хаярден) (3)  |
| Нордія (Єрусалим) (3)    | 0:0 пен. 10:9  | Тіра (3)                     |
| Хапоель (Рамат-Ган) (2)  | 4:1 дч         | Хапоель (Бней-Лод) (3)       |
| Хапоель (Афула) (2)      | 1:1 пен. 5:3   | Хапоель (Ноф-ха-Галіль) (2)  |
| Хапоель (Єрусалим) (2)   | 1:0 дч         | Хапоель (Рішон-ле-Ціон) (2)  |
| Кафр-Касем (2)           | 0:2            | Хапоель (Кфар-Сава)          |
| Секція Нес-Ціона (2)     | 0:1 дч         | Маккабі (Петах-Тіква)        |
| 20 лютого 2021           |                |                              |
| Бней-Єгуда               | 3:3 пен. 4:5   | Хапоель (Хайфа)              |
| Маккабі (Хайфа)          | 2:1            | Хапоель (Умм-ель-Фахм) (2)   |
| 21 лютого 2021           |                |                              |
| Хапоель (Кфар-Шалем) (2) | 3:1            | Агудат Спорт Ашдод (3)       |
| Бейтар (Тель-Авів) (2)   | 2:0            | Хапоель Іроні (Кір'ят-Шмона) |
| Хапоель (Акко) (2)       | 0:2            | Бейтар (Єрусалим)            |
| Хапоель (Беер-Шева)      | 0:1            | Маккабі (Тель-Авів)          |
| 22 лютого 2021           |                |                              |
| Бней Сахнін              | 3:0            | Хапоель (Хадера)             |
| Ашдод                    | 3:1            | Хапоель (Раанана) (2)        |
| Хапоель (Тель-Авів)      | 4:1            | Хапоель (Ашкелон) (3)        |

## 1/8 фіналу
| Команда 1                | Рахунок         | Команда 2               |
| 15 березня 2021          | 15 березня 2021 | 15 березня 2021         |
| ------------------------ | --------------- | ----------------------- |
| Бейтар (Тель-Авів) (2)   | 3:1             | Хапоель (Рамат-Ган) (2) |
| Хапоель (Кфар-Шалем) (2) | 1:0 дч          | Хапоель (Єрусалим) (2)  |
| 16 березня 2021          |                 |                         |
| Маккабі (Нетанья)        | 1:3             | Хапоель (Тель-Авів)     |
| Бней Сахнін              | 1:0             | Нордія (Єрусалим) (3)   |
| Хапоель (Хайфа)          | 2:3             | Маккабі (Тель-Авів)     |
| 17 березня 2021          |                 |                         |
| Бейтар (Єрусалим)        | 1:2 дч          | Ашдод                   |
| Хапоель (Кфар-Сава)      | 0:3 дч          | Хапоель (Афула) (2)     |
| Маккабі (Хайфа)          | 2:1             | Маккабі (Петах-Тіква)   |

## 1/4 фіналу
| Команда 1                | Рахунок        | Команда 2              |
| 20 квітня 2021           | 20 квітня 2021 | 20 квітня 2021         |
| ------------------------ | -------------- | ---------------------- |
| Хапоель (Кфар-Шалем) (2) | 0:1            | Хапоель (Тель-Авів)    |
| 21 квітня 2021           |                |                        |
| Бней Сахнін              | 0:4            | Бейтар (Тель-Авів) (2) |
| Ашдод                    | 0:1            | Маккабі (Тель-Авів)    |
| 22 квітня 2021           |                |                        |
| Маккабі (Хайфа)          | 4:1            | Хапоель (Афула) (2)    |

## 1/2 фіналу
| Команда 1           | Рахунок        | Команда 2              |
| 19 травня 2021      | 19 травня 2021 | 19 травня 2021         |
| ------------------- | -------------- | ---------------------- |
| Хапоель (Тель-Авів) | 1:1 пен. 7:6   | Бейтар (Тель-Авів) (2) |
| 20 травня 2021      |                |                        |
| Маккабі (Хайфа)     | 0:2            | Маккабі (Тель-Авів)    |

## Фінал
| 2 червня 2021 20:30 (EEST) |

| Маккабі (Тель-Авів)   | 2:1 дч   | Хапоель (Тель-Авів) |
| --------------------- | -------- | ------------------- |
| Коен 73' Ернандес 96' | Протокол | Альтман 31'         |

| Блумфілд, Тель-Авів Глядачів: 30 000 Арбітр: Ерез Папір |